# マルス (砲術練習艦)
マルスは、ドイツ海軍の艦艇。元は商船アルテール。1939年に購入。一時は測量任務に用いられ、次いで潜水母艦サモアとなる。1941年1月に砲術練習艦マルス。
兵装は10cm砲単装2基、37mmm連装砲4基。